# Aisha Tyler
Aisha Tyler (18. september 1970) er en amerikansk skuespiller og komiker. Hun er blandt andet kendt for sin rolle som Andrea Marion i første sæson af tv serien Ghost Whisperer.

## Barndom
Aisha Tyler er født i San Francisco, datter af lærer Robin Gregory og fotograf Jim Tyler. Hendes forældre blev skilt da hun var 10 år, og hun flyttede med sin far. Hun fik interesse for komedie i high school. Hun gik på McAteer High School i San Francisco, hvor skolen havde et særligt program kaldet McAteer School of the Arts, hvor hun deltog i teaterklasser.

## Karriere
Hendes karriere indefor filmverden tog for alvor fat i 2001, med job som vært på Talk Soup og reality dating-serien The Fifth Wheel. Talk Soup stoppede året efter og Tyler forlod også jobbet på The Fifth Wheel for at forfølge andre interesser. Tyler har viet en stor del af sin tid til uafhængige projekter, herunder en rolle i stykket Moose Mating, som hun modtog en NAACP Image Award for. Hun skrev, instruerede og medvirkede også i den uafhængige kortfilm The Whipper. Tyler medvirkede også i den populære amerikanske 90-er-tv-serie Friends (Venner), hvor hun spillede rollen som Charlie Wheeler, Joeys og senere Ross' kæreste gennem niende og tiende sæson. Hun har efter Friends haft mindre rolle i CSI Miami. 
Efter sin rolle som Andrea Marion i første sæson af Ghost Whisperer, har hun medvirket i Tror du stadig på Julemanden?, The Santa Clause 3: The Escape Clause, .45, og komedien Balls of Fury. I 2007 filmede hun thrilleren Death Sentence og Black Water Transit.